# Alonso Gamero
Pour les articles homonymes, voir Gamero.
Gamero  Zúñiga est un nom espagnol. Le premier nom de famille, en général paternel, est Gamero ; le second, en général maternel, souvent omis, est Zúñiga.
Alonso Miguel Gamero Zúñiga, né le 23 décembre 1992 à Arequipa, est un coureur cycliste péruvien.

## Biographie
Né à Arequipa au Pérou, Alonso Gamero commence le cyclisme lors de compétitions interscolaires. 
En 2010, il devient champion du Pérou sur route juniors (moins de 19 ans). Les années suivantes, il s'illustre en obtenant de nombreuses victoires au niveau local. Lors des championnats du Pérou de 2014, il remporte les deux titres espoirs, en ligne et sur le contre-la-montre, en ayant à chaque reprise réalisé les meilleurs temps toutes catégories confondues. 
Au printemps 2015, il est renversé à l'entraînement par un automobiliste, alors qu'il s'entraînait à Arequipa avec deux coéquipiers. Finalement rétabli, il brille tout au long de la saison au Pérou en obtenant de nouveaux succès. Pendant l'été, il reçoit l’opportunité de se confronter aux coureurs amateurs en France, avec son club Internacional Arequipa. En première catégorie, il obtient quelques accessits en signant trois tops 10, terminant notamment quatrième du Circuit des Bruyères à Ballots. En 2016, il est sacré champion du Pérou sur route, chez les élites. 
En 2017 et 2018, il est classé premier au classement de la fédération péruvienne de cyclisme,, grâce à sa domination sur les courses du calendrier national. Il est notamment sacré double champion du Pérou en 2017, en ligne et en contre-la-montre. En 2018, il participe à la Colombia Oro y Paz avec l’équipe argentine Asociación Civil Agrupación Virgen de Fátima. Surtout, il s'illustre avec la sélection péruvienne en remportant une étape du Tour de l'Équateur et trois étapes du Tour du Guatemala.
Lors de la saison 2019, il s'impose à deux reprises sur la Vuelta a Chiriquí, au Panama.

## Palmarès sur route
- 2010
  -  Champion du Pérou du contre-la-montre juniors
  - 2e du championnat du Pérou sur route juniors
- 2011
  -  Médaillé de bronze du championnat d'Amérique du Sud du contre-la-montre espoirs
- 2012
  - 1re étape de la Vuelta Yarinacocha
  - 2e de la Vuelta Yarinacocha
- 2013
  - Clásica CC Puente Piedra :
    - Classement général
    - 1re étape

  - 4e étape de la Vuelta Orgullo Wanka
  - 2e du championnat du Pérou du contre-la-montre espoirs
  - 2e du championnat du Pérou sur route espoirs
- 2014
  -  Champion du Pérou sur route espoirs
  -  Champion du Pérou du contre-la-montre espoirs
  - 2e étape du Clásica CC Puente Piedra
  - Clásica Campo de Marte
- 2015
  - Clásica Lima-Cerro Azul-Lima :
    - Classement général
    - 1re et 2e étapes

  - 4e étape du Tour du Pérou
  - Doble Arequipa-Mollendo
  - 2e du Tour du Pérou
- 2016
  -  Champion du Pérou sur route
  - Clásica Lima-Cerro Azul-Lima :
    - Classement général
    - 2e étape

  - Copa Apertura FDPC :
    - Classement général
    - 1re et 2e étapes

  - Doble Arequipa-Mollendo :
    - Classement général
    - 1re et 2e étapes
- 2017
  -  Champion du Pérou sur route
  -  Champion du Pérou du contre-la-montre
  - Clásica Lima-Cerro Azul-Lima :
    - Classement général
    - 1re étape

  - Colina-Los Andes-Colina
  - Doble Arequipa-Mollendo :
    - Classement général
    - 1re étape

  - 4e étape du Tour du Pérou
  - 2e du Tour du Pérou
- 2018
  -  Champion du Pérou sur route
  - 2e étape de la Copa Apertura FDPC
  - Vuelta del Valle del Cachapoa
  - Doble Arequipa-Mollendo
  - 3e étape du Tour de l'Équateur
  - 1re, 3e et 9e étapes du Tour du Guatemala
  - 2e de la Copa Apertura FDPC
  - 2e de la Doble Arequipa-Mollendo
- 2019
  - 2e et 5e étapes de la Vuelta a Chiriquí

## Classements mondiaux
| Année                                 | 2018  | 2019 |
| ------------------------------------- | ----- | ---- |
| Classement mondial                    | 2012e | 505e |
| UCI America Tour                      | 234e  | 53e  |
|                                       |       |      |
| Légende : nc = non classéSource : UCI |       |      |

## Palmarès sur piste

### Championnats panaméricains
- Aguascalientes 2018
  - Quatrième de l'omnium[8].
  - Dixième de la poursuite par équipes[9].